# Quinssaines
Quinssaines est une commune française, située dans le département de l'Allier en région Auvergne-Rhône-Alpes.

## Géographie

### Localisation
Quinssaines est située à l'ouest du département de l'Allier et de Montluçon, à la limite avec le département de la Creuse. Elle appartient à la communauté d'agglomération Montluçon Communauté depuis 2017.
Sept communes sont limitrophes :
| Saint-Martinien  | Huriel          | Domérat   |
| Lamaids          | Quinssaines     | Prémilhat |
| Viersat (Creuse) | Teillet-Argenty |           |

### Géologie et relief
Quinssaines est situé sur un plateau immédiatement à l'ouest de la ville de Montluçon ; ce plateau se tient à 400 mètres d'altitude environ et domine ainsi largement le bassin montluçonnais de quelque 200 mètres en moyenne ; il se poursuit encore jusqu'au-delà des limites communales avec des altitudes approchant parfois 450 à 500 mètres. Les sols sont également différents de ceux qu'on trouve à Montluçon.
Le bocage bourbonnais tient pleinement sa place sur la commune, avec de nombreuses haies bocagères qui maillent le paysage et de petits taillis, paysage typique de l'ouest du département de l'Allier.

### Voies de communication et transports
Quinssaines est traversée par la route nationale 145, axe d'intérêt européen (E62) faisant partie de la Route Centre-Europe Atlantique. Un échangeur, situe à l'est de la commune et à cheval avec Domérat et Prémilhat, la dessert. L'ancien tracé est déclassé dans la voirie départementale (D 745). Par ailleurs, la D 151 relie le centre du bourg à Huriel et Domérat au nord et Teillet-Argenty au sud ; la D 242 mène à Saint-Martinien à l'ouest-nord-ouest, la D 306 au hameau d'Aire au sud-ouest, la D 440 vers Prémilhat au sud-est.

### Climat
Pour des articles plus généraux, voir Climat d'Auvergne-Rhône-Alpes et Climat de l'Allier.
En 2010, le climat de la commune est de type climat océanique dégradé des plaines du Centre et du Nord, selon une étude du CNRS s'appuyant sur une série de données couvrant la période 1971-2000. En 2020, Météo-France publie une typologie des climats de la France métropolitaine dans laquelle la commune est exposée à un climat de montagne ou de marges de montagne et est dans la région climatique Ouest et nord-ouest du Massif Central, caractérisée par une pluviométrie annuelle de 900 à 1 500 mm, maximale en automne et en hiver.
Pour la période 1971-2000, la température annuelle moyenne est de 10,7 °C, avec une amplitude thermique annuelle de 15,5 °C. Le cumul annuel moyen de précipitations est de 850 mm, avec 11,1 jours de précipitations en janvier et 7,4 jours en juillet. Pour la période 1991-2020, la température moyenne annuelle observée sur la station météorologique de Météo-France la plus proche, sur la commune de Montluçon à 7 km à vol d'oiseau, est de 12,0 °C et le cumul annuel moyen de précipitations est de 637,1 mm,. Pour l'avenir, les paramètres climatiques de la commune estimés pour 2050 selon différents scénarios d'émission de gaz à effet de serre sont consultables sur un site dédié publié par Météo-France en novembre 2022.

## Urbanisme

### Typologie
Au 1er janvier 2024, Quinssaines est catégorisée commune rurale à habitat dispersé, selon la nouvelle grille communale de densité à 7 niveaux définie par l'Insee en 2022.
Elle appartient à l'unité urbaine de Montluçon, une agglomération intra-départementale dont elle est une commune de la banlieue,. Par ailleurs la commune fait partie de l'aire d'attraction de Montluçon, dont elle est une commune de la couronne,. Cette aire, qui regroupe 58 communes, est catégorisée dans les aires de 50 000 à moins de 200 000 habitants,.

### Occupation des sols

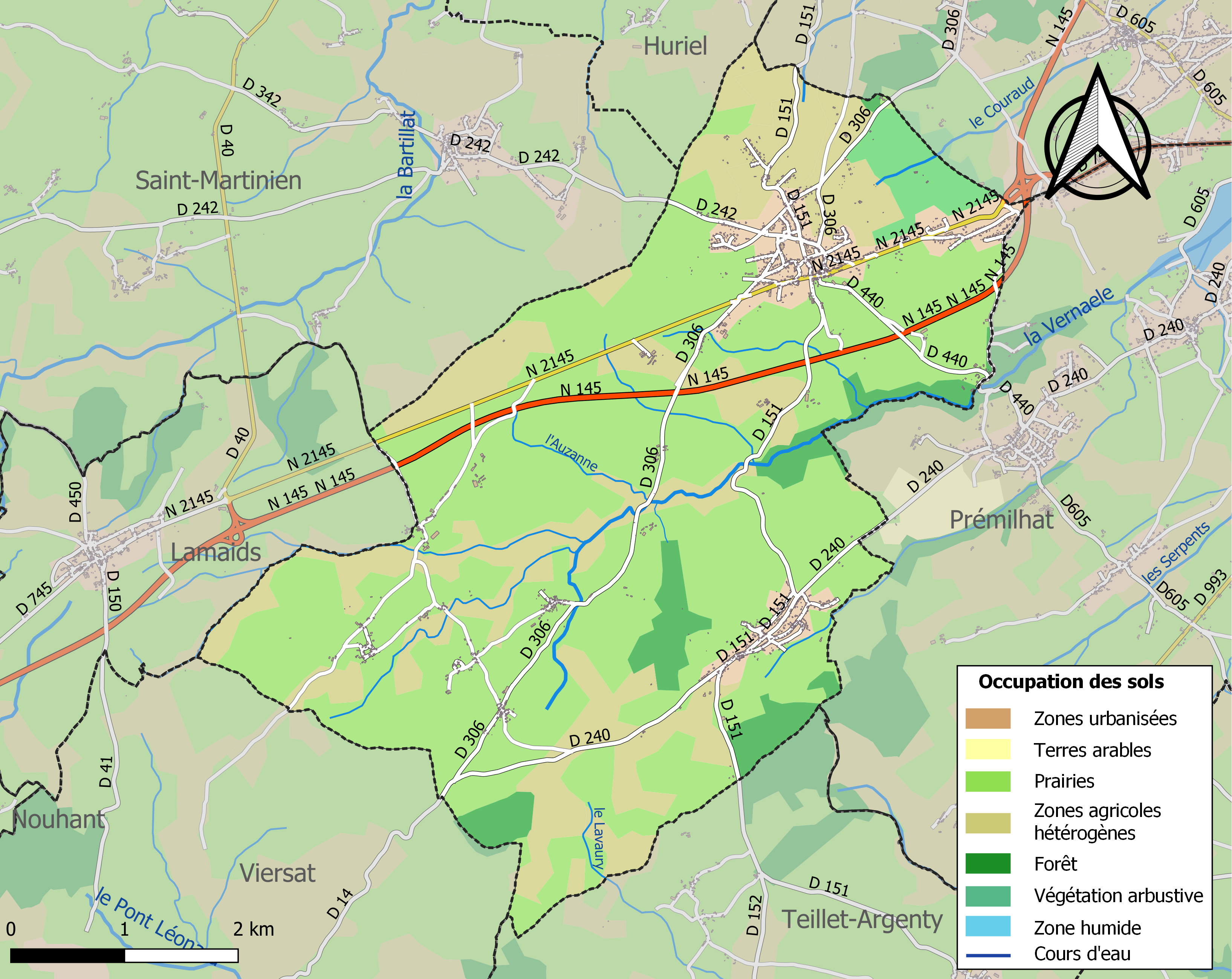
Carte des infrastructures et de l'occupation des sols de la commune en 2018 (CLC).

L'occupation des sols de la commune, telle qu'elle ressort de la base de données européenne d’occupation biophysique des sols Corine Land Cover (CLC), est marquée par l'importance des territoires agricoles (86,3 % en 2018), une proportion sensiblement équivalente à celle de 1990 (86,2 %). La répartition détaillée en 2018 est la suivante : prairies (62 %), zones agricoles hétérogènes (24,4 %), zones urbanisées (5,9 %), forêts (5,4 %), milieux à végétation arbustive et/ou herbacée (2,4 %).
L'IGN met par ailleurs à disposition un outil en ligne permettant de comparer l'évolution dans le temps de l'occupation des sols de la commune (ou de territoires à des échelles différentes). Plusieurs époques sont accessibles sous forme de cartes ou photos aériennes : la carte de Cassini (XVIIIe siècle), la carte d'état-major (1820-1866) et la période actuelle (1950 à aujourd'hui).

## Toponymie
Le nom est « attesté en 1120 sous le patronyme de parochia de sancti Marcelli de Quintianis ». Plusieurs appellations existaient. Par ailleurs, ce nom pourrait provenir « de la situation d'une villa, à une cinquième borne », du bas-latin quintana ou périmètre défensif, à cinq milles romains autour d'une cité (Montluçon).
De ce mot latin dérive le nom Quinçaines en bourbonnais méridional, dialecte qui est traditionnellement parlé dans la région de Montluçon. La commune fait, en effet, partie du Croissant, zone où se rejoignent et se mélangent la langue occitane et la langue d'oïl.

## Histoire

### Antiquité
Une statuette de personnage assis en tailleur, identifié comme un dieu gaulois, a été trouvée sur la commune.

### Les Hospitaliers
Chapelle Saint-Jean-Baptiste de Coursage des XIVe et XIXe siècles: une ancienne paroisse et commanderie de l'ordre de Saint-Jean de Jérusalem, devenue par la suite membre de Quinssaines attestée au XIVe siècle au sein du grand prieuré d'Auvergne puis un membre de la commanderie de La Croix-au-Bost,.

## Politique et administration

### Administration municipale
Le conseil municipal, élu en 2014, est composé de quatre adjoints.

### Liste des maires
| Période                                  | Période                      | Identité            | Étiquette | Qualité                |
| ---------------------------------------- | ---------------------------- | ------------------- | --------- | ---------------------- |
| Les données manquantes sont à compléter. |                              |                     |           |                        |
| mars 1996                                | mars 2014                    | Bernard Ducourtioux | DVD       |                        |
| mars 2014                                | En cours (au 8 juillet 2020) | Francis Nouhant     | SE        | Retraité Réélu en 2020 |

## Population et société

### Démographie
Les habitants de la commune sont appelés les Quinssainois.

L'évolution du nombre d'habitants est connue à travers les recensements de la population effectués dans la commune depuis 1793. Pour les communes de moins de 10 000 habitants, une enquête de recensement portant sur toute la population est réalisée tous les cinq ans, les populations de référence des années intermédiaires étant quant à elles estimées par interpolation ou extrapolation. Pour la commune, le premier recensement exhaustif entrant dans le cadre du nouveau dispositif a été réalisé en 2004.

En 2022, la commune comptait 1 539 habitants, en évolution de +4,77 % par rapport à 2016 (Allier : −1,38 %, France hors Mayotte : +2,11 %).
| 1793 | 1800 | 1806 | 1821 | 1831 | 1836 | 1841 | 1846 | 1851 |
| ---- | ---- | ---- | ---- | ---- | ---- | ---- | ---- | ---- |
| 750  | 344  | 532  | 822  | 696  | 774  | 750  | 771  | 771  |

| 1856 | 1861 | 1866 | 1872 | 1876 | 1881 | 1886 | 1891 | 1896 |
| ---- | ---- | ---- | ---- | ---- | ---- | ---- | ---- | ---- |
| 709  | 668  | 697  | 822  | 808  | 813  | 867  | 873  | 906  |

| 1901 | 1906 | 1911 | 1921 | 1926 | 1931 | 1936 | 1946 | 1954 |
| ---- | ---- | ---- | ---- | ---- | ---- | ---- | ---- | ---- |
| 864  | 901  | 903  | 817  | 774  | 755  | 668  | 652  | 649  |

| 1962 | 1968 | 1975 | 1982  | 1990  | 1999  | 2004  | 2006  | 2009  |
| ---- | ---- | ---- | ----- | ----- | ----- | ----- | ----- | ----- |
| 700  | 715  | 770  | 1 050 | 1 071 | 1 063 | 1 041 | 1 060 | 1 338 |

| 2014  | 2019  | 2022  | - | - | - | - | - | - |
| ----- | ----- | ----- | - | - | - | - | - | - |
| 1 453 | 1 512 | 1 539 | - | - | - | - | - | - |

Au recensement de 2012, Quinssaines est la 40e commune du département et la 176e de la région d'Auvergne en nombre d'habitants. Par ailleurs, c'est la deuxième commune du département qui a gagné le plus d'habitants par rapport à 2007 après Yzeure : 256 habitants.

### Enseignement
Quinssaines dépend de l'académie de Clermont-Ferrand. La commune fait partie d'un regroupement pédagogique avec Lamaids et Saint-Martinien.
Les élèves commencent leur scolarité dans l'école élémentaire de la commune. Ils la poursuivent dans les collèges et les lycées du secteur de Montluçon.

## Culture et patrimoine

### Lieux et monuments

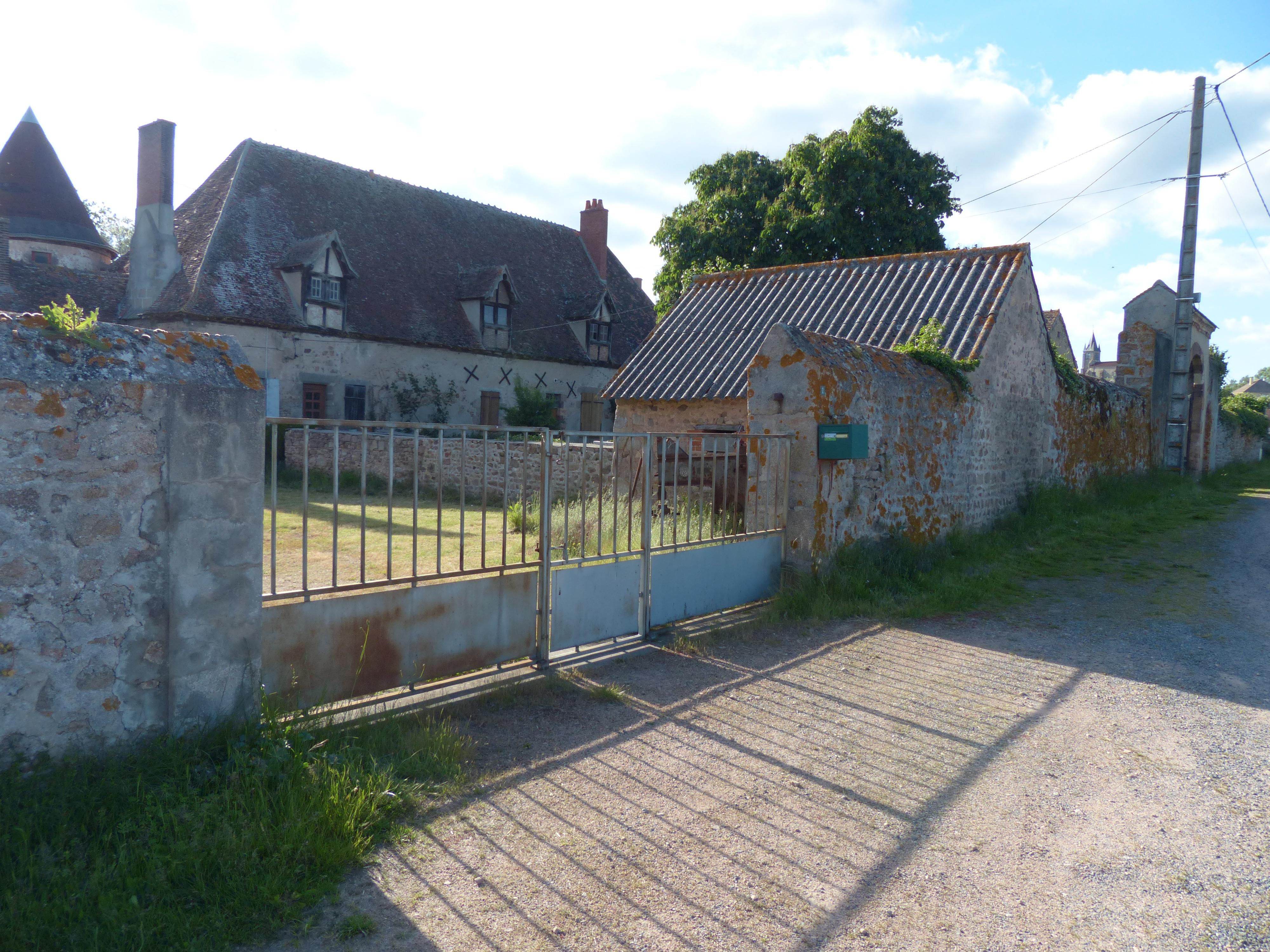
Château de Quinssaines. Façade orientale donnant sur la cour.

- Église Saint-Marcel. Nef romane (XIIe siècle) comportant quatre travées et couverte de tuiles ; à l'est, le chevet est plat. Le clocher actuel a été construit au milieu du XIXe siècle pour remplacer un clocher-mur ; c'est un clocher à flèche octogonale de charpente, flanqué de quatre clochetons d'angle, le tout couvert d'ardoises. À l'intérieur, le chœur a été aménagé en 1843.
- Chapelle Saint-Jean-Baptiste de Coursage des XIVe et XIXe siècles.
- Château de Quinssaines du XIVe siècle.
- Croix d'Aires, remise en place en 2010, après restauration par Jean-Luc Bourgain. C'est une croix de grès du XVe siècle, sculptée sur chaque face ; elle porte d'un côté un christ au milieu d'une couronne et de l'autre la Vierge. Elle était située sur un chemin du pèlerinage de Saint-Jacques-de-Compostelle[30][réf. incomplète].
- Rochers autour de l'église. Point de vue remarquable (altitude : 418 m) sur le bassin de Montluçon. Table d'orientation à droite de l'église.